# Московский завод автоматических линий и специальных станков

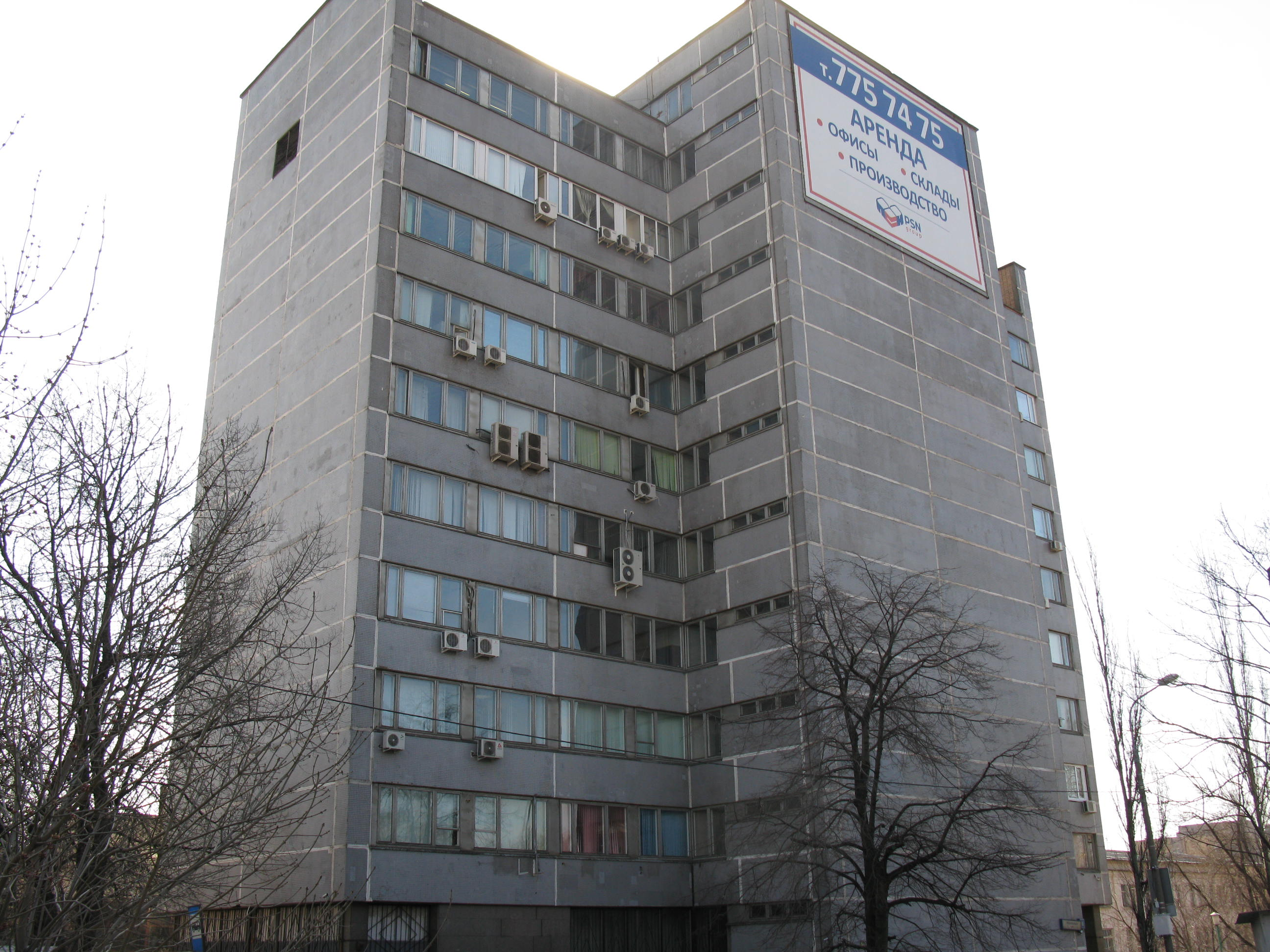
Главный корпус завода автоматических линий и специальных станков на Подъемной улице

Московский завод автоматических линий и специальных станков (ОАО «МоЗАЛ») — станкостроительное предприятие, расположенное в Москве. Являлся производителем шлифовального оборудования высокой точности. Завод поставлял автоматические линии на многие подшипниковые предприятия, а также за рубеж. В настоящее время занимается сдачей в аренду принадлежащего ему недвижимого имущества. Станкостроительное производство остановлено в 2010 году, весь персонал был сокращён.

## История
Завод основан в 1898 году как мастерские германского акционерного общества «Альфред Гутман и Компания». В 1917 году мастерские преобразованы в завод «Подъёмник», ставший основным российским поставщиком электрических мостовых кранов. На заводе впервые в стране были спроектированы и изготовлены эскалаторы для Московского метрополитена.
Осенью 1941 г. в период Великой Отечественной войны советское правительство приняло решение эвакуировать завод из Москвы в Ташкент вместе со станками, а также группой инженерно-технического персонала и рабочих.
После эвакуации на территории предприятия была организована Ремонтная база № 82, на которой осуществлялся ремонт прибывших по ленд-лизу танков иностранных марок (английских и американских), а также трофейных немецких. На ней работали в том числе те рабочие предприятия, которые не были эвакуированы.
После окончания войны завод «Подъёмник» стал восстанавливаться за счёт нового оборудования и возвращения старых опытных кадров.
Оборудование поставлялось на экспорт во многие страны мира.
В 1958 году на базе завода «Подъемник» был создан завод «Станколиния» по выпуску автоматических линий и специальных станков для обработки деталей типа тел вращения. Завод стал первым и единственным в Советском Союзе производителем высокоточных шлифовальных станков.
На 1965 г. на предприятии работало около 2 тыс. рабочих, инженеров и служащих.
После развала СССР объёмы производства на заводе стали постепенно снижаться. Позднее проводились ремонт и модернизация оборудования собственного изготовления так и сторонних производителей. Сдача в наем недвижимого имущества становится основным видом деятельности предприятия вытесняя производство. В январе 2010 года станкостроительное производство было решено остановить.
В 2022 г. АО «Московский завод автоматических линий и специальных станков» было ликвидировано.